# Hôtel de préfecture de Saint-Pierre-et-Miquelon
Ne doit pas être confondu avec la résidence du préfet (Saint-Pierre et Miquelon).
L'hôtel de préfecture de Saint-Pierre-et-Miquelon est un bâtiment situé à Saint-Pierre, en France. Il sert de préfecture et de tribunal administratif à la collectivité d'outre-mer de Saint-Pierre-et-Miquelon.

## Localisation
L'édifice est situé sur l'île Saint-Pierre, place du Lieutenant-Colonel Pigeaud, près du nouveau port.